# Actinidia chinensis
Actinidia chinensis, comunemente detta kiwi, è una pianta dioica da frutto della famiglia delle Actinidiacee originaria della Cina.

## Descrizione
La pianta è una liana rampicante a foglie caduche, di notevoli dimensioni, in grado di arrivare fino a 10 m di altezza.
L'ancoraggio ai supporti, in natura costituiti da alberi o rupi, avviene attraverso il fusto stesso, che nella parte terminale si avvolge come un viticcio (alla maniera dei fagioli).
Le foglie giovani sono a forma di cuore, appuntite, ed a maturità (quando inizia a fiorire) sono nettamente tondeggianti, spesso dorsalmente convesse. I giovani getti, i piccioli delle foglie e dei fiori sono ispidi e pelosi con peli bruni. I rami più vecchi sono dotati di una corteccia grigia ruvida e verrucosa, il tronco possiede una corteccia scabra e ruvida di colore marrone grigiastro mentre i rami giovani hanno consistenza erbacea.
Il Kiwi è dioico e quindi vi sono piante con soli fiori maschili e piante con soli fiori femminili (che producono i frutti); molto raramente si sono rilevate piante ermafrodite. Il riconoscimento del sesso dei fiori non è agevole, dato che essi hanno una dioicità avanzata, ma non completa: nel fiore tanto maschile quanto femminile sono compresenti gli elementi dell'altro sesso ma in forma rudimentale e atrofica. Il sesso si può anche distinguere per il fatto che i fiori femminili sono distanziati tra di loro allo scopo di lasciare spazio allo sviluppo dei frutti e pertanto non sono raccolti a grappolo come quelli maschili. Questa differenza facilita l'operazione di potatura di produzione che deve essere effettuata prima della fioritura sulla pianta femminile, e, solo dopo la fioritura, sulla pianta maschile.
I fiori sono di color bianco-panna, a cinque-sei petali, con un diametro che varia da 3 a 5 cm, pendenti su un picciolo peloso. Accanto al fiore principale sono spesso presenti fiori secondari, laterali.
I frutti sono lunghe bacche ovali con buccia robusta coperta da peli; buccia e peli hanno consistenza suberosa con forti contenuti tannici.
La polpa è soda, dolce ed acidula; su un asse centrale più o meno fibroso di placentazione detto "columella" sono radialmente distribuiti centinaia di piccoli semi scuri, non avvertiti quando si mangia il frutto; sottili filamenti connettono ogni seme con la columella realizzando una struttura che in sezione appare "a filamenti radiali", tale struttura giustifica il nome della famiglia (Actinidiaceae) che appunto richiama dal greco la forma attinomorfa, cioè "raggiata". Tale forma è ovviamente presente anche nella struttura del fiore e dei suoi annessi, evocando un fattore di primitività. I frutti hanno dimensione molto variabile, ma comunque da una larghezza di 2-3 a 5 cm, e lunghezza da 4 ad 8 cm.

## Distribuzione e habitat
Actinidia chinensis è originaria della Cina continentale ed orientale dove vive allo stato spontaneo specie nelle valli del fiume YangTze, il fiume Azzurro; tali regioni sono caratterizzate da inverni freddi ed estati calde, nuvolose, piovose ed umide. La pianta occupa gli ambienti ripariali di fiumi e ruscelli, quindi con suolo umido e con scorrimento d'acqua.
Le piante sono presenti allo stato selvatico e coltivato in una enorme varietà, andando da quelle a frutto piccolo e poco peloso a quelle a frutto grande; la polpa varia da colore giallo al colore rossiccio fino al verde.
Nel 1897 il missionario e botanico francese padre Paul Guillaume Farges, che risiedeva a Sichuan, ne inviò un esemplare al vivaista Maurice de Vilmorin. Nel 1904 alcuni cloni di piante cinesi furono importati in Nuova Zelanda dove furono praticate selezioni di alcune varietà.
È anche dovuto alla Nuova Zelanda il nome, inteso in origine come "Kiwi fruit" cioè frutto del kiwi, intendendo con ciò caratterizzare (arbitrariamente) il frutto come tipico prodotto della Nuova Zelanda, dato che il kiwi è l'uccello con piume lanuginose, e non volatile, simbolo della Nuova Zelanda.
La prima vera catalogazione di questa pianta si ha ad opera di Chiu Huang Pen T'sao nel XV secolo. Il nome cinese della pianta è Mihoutao (猕猴桃). Viene chiamata Yang-Tao in Giappone. Nel 1845 grazie alle esplorazioni di Robert Fortune in Cina il mondo occidentale venne a conoscenza di questa pianta. Agli inizi del Novecento Actinidia chinensis viene importata in Nuova Zelanda dove la sua coltivazione si diffonde (qui prende il nome del kiwi, un uccello neozelandese). In questo paese vengono selezionate le due qualità Bruno e Allison nel 1920 (quest'ultima dal nome di un suo coltivatore). Intorno al 1965 viene importata negli Stati Uniti dove si moltiplicano le coltivazioni. In Italia le prime piante vengono messe a dimora intorno al Lago Maggiore e negli anni settanta coltivazioni nascono in Veneto, Romagna, Friuli, Trentino, Piemonte, Lazio, Marche.

## Tassonomia
Sono note le seguenti varietà:
- Actinidia chinensis var. chinensis
- Actinidia chinensis var. deliciosa (A.Chev.) A.Chev.
- 'Actinidia chinensis var. setosa H.L.Li

## Coltivazione

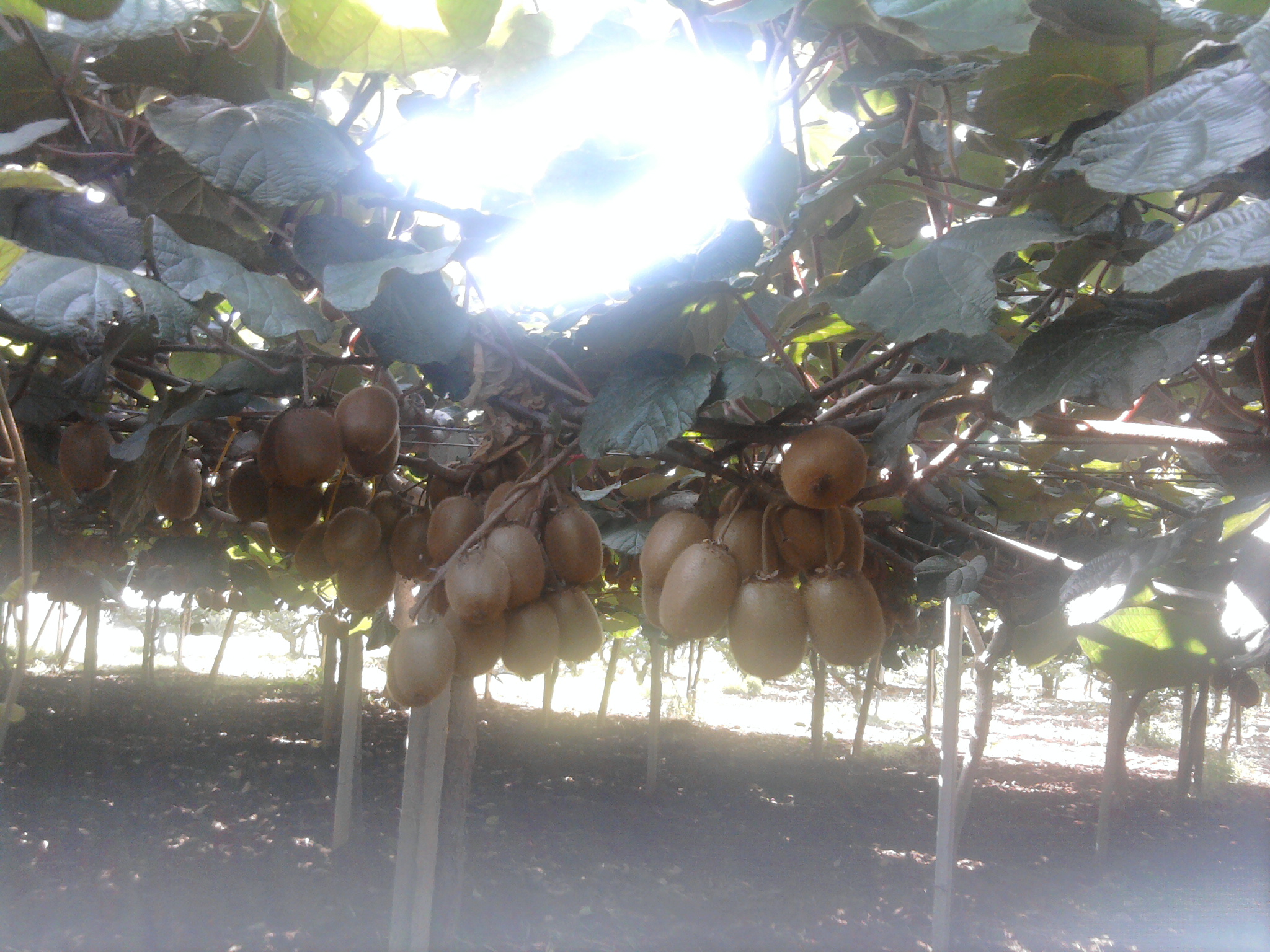
Una coltivazione di kiwi

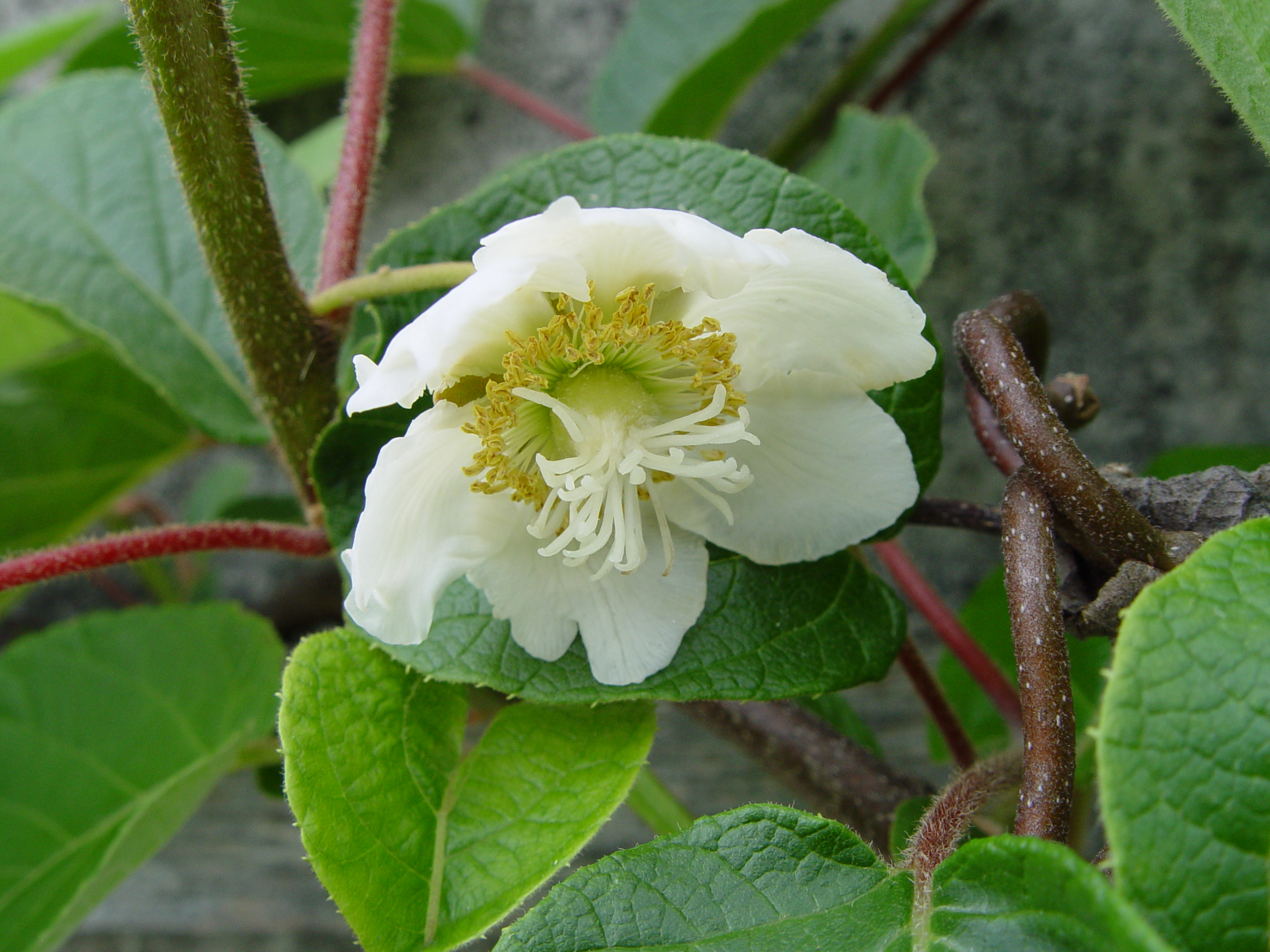
Fiore femminile

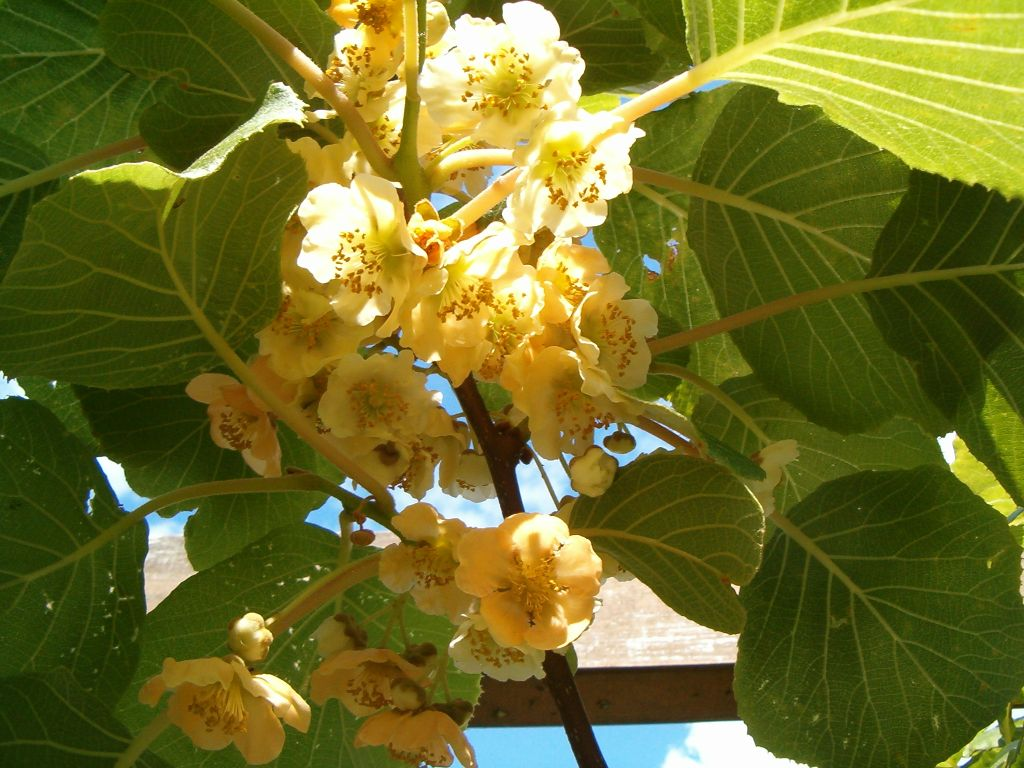
Fiori maschili

Nonostante la pianta sia adatta ad un clima completamente diverso da quello mediterraneo, attualmente l'Italia è il secondo paese produttore al mondo di frutti di kiwi.
Tale primato incredibile è stato raggiunto riproducendo con mezzi tecnologici modesti, ma alla perfezione, il microclima necessario per le piante.
Tali mezzi sono:
- ombreggiamento con reti (l'ombreggiamento riproduce la ridotta insolazione del clima piovoso estivo cinese), le reti inoltre creano uno spazio con ridotta mobilità di aria conservando l'umidità alle foglie.
- nebulizzazione di acqua tra le foglie (si mantiene umidità tra le foglie).
- irrigazione a goccia  (le radici sono superficiali e non sopportano disidratazioni violente).

Per quanto concerne il suolo la pianta non sopporta terreno calcareo, mentre ama terreno neutro od acido, cresce quindi benissimo nell'ambiente del castagno, purché abbia umidità a sufficienza; umidità non solo di suolo, ma anche di atmosfera. Il kiwi trae giovamento dalla pacciamatura del terreno.
L'eccessiva sottrazione di umidità, in clima arido, attraverso i grandi stomi fogliari, (destinati ad espellere enormi quantità di acqua in un clima piovoso) si manifesta con l'arricciamento delle foglie e la "necrosi" (morte) dei lembi fogliari; aumentare la irrigazione non è risolutivo, occorre ridurre la evaporazione fogliare, (ombreggiando e limitando il vento).
L'actinidia ha radici carnose e molto ramificate. I suoi tralci hanno bisogno subito di un sostegno. Le gemme sono grosse e protette dai freddi invernali da una fitta peluria e dalla corteccia dei tralci.  La pianta teme il gelo primaverile ed ama un ambiente con umidità relativa di oltre il 70 per cento. Vive bene in zone riparate dai venti. Ha bisogno di luce come tutte le piante verdi. Esige terreni di medio impasto ricchi di humus. la propagazione avviene per via gamica (cioè per seme) o per via agamica (margotta, talea, innesto, propaggine). Può essere coltivata per cordone semplice o doppio, per pergoletta, tendone o tunnel. Molto importante la potatura verde (in aprile-maggio) e quella invernale dopo la raccolta dei frutti e la caduta delle foglie. Il terreno deve essere ben concimato ed irrigato.

## Avversità
La pianta è resistente a diverse patologie, ma non alla batteriosi da Pseudomonas viridiflava. Occorre inoltre evitare (come per qualsiasi altro fruttifero) di impiantarla in vecchi frutteti infestati da infezioni micotiche (Armillaria mellea).
Una modesta bonifica dei vecchi frutteti, con un periodo di quarantena, è di norma più che sufficiente. Condizione fondamentale per avere buon raccolto è avere un'ottima impollinazione che è praticata dalle api. (Spesso sotto le reti, a tale scopo, si impiantano in colonie, o si rilasciano liberi, gli insetti impollinatori).

## Proprietà del frutto

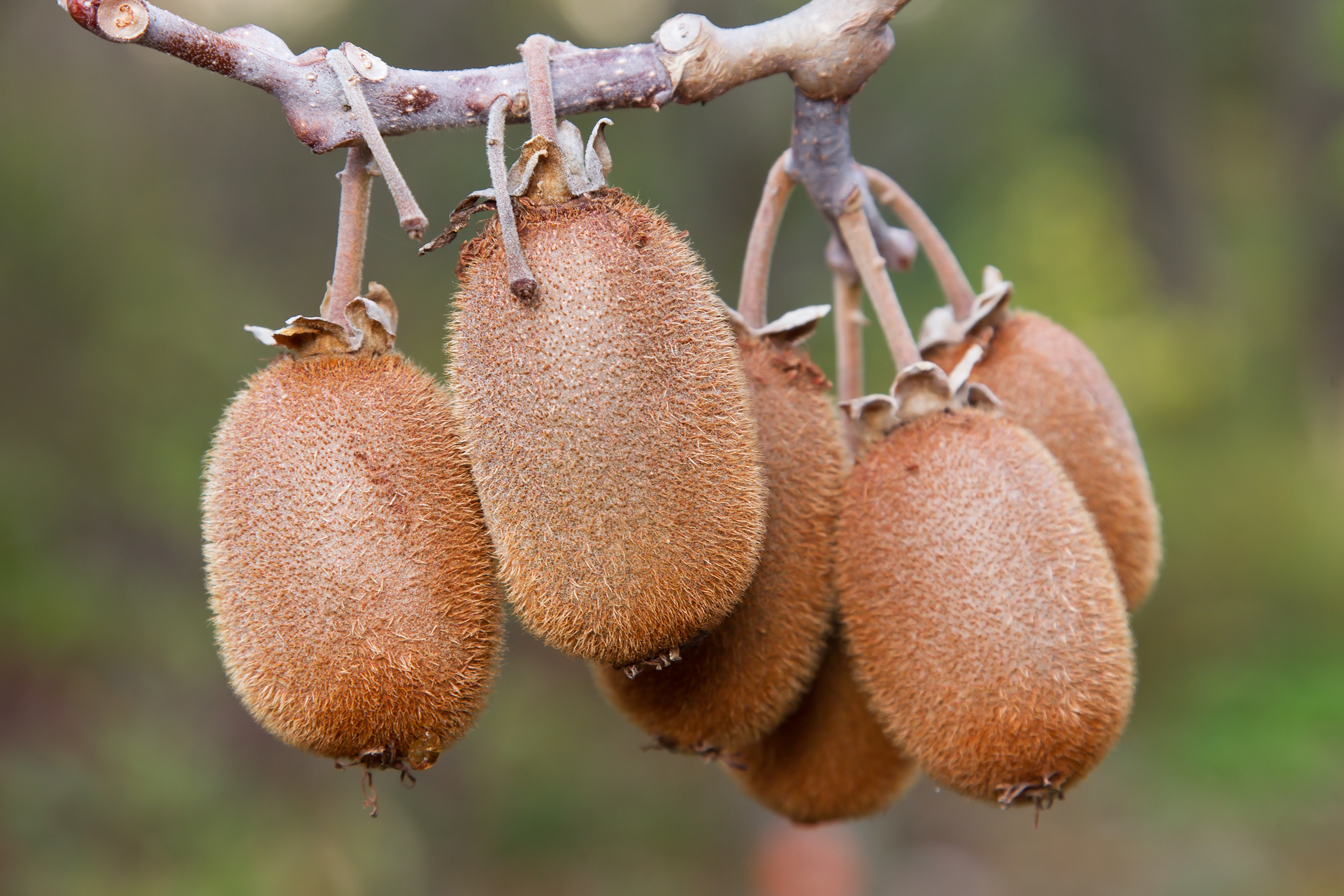
i frutti

I frutti del kiwi contengono una grande quantità di vitamine, soprattutto la vitamina C, la cui quantità presente, 85 mg per 100 g di parte edibile, è superiore a quella delle arance (50 mg); come è noto la vitamina C è un ottimo antiossidante.
Anche se la tolleranza alla vitamina C in eccesso è notevolissima nella specie umana, e se anche la stessa vitamina è un ottimo ed importante presidio per i suoi principi antiossidanti, è opportuno non abusarne in quantità.
Quantità superiori a due frutti hanno un effetto discretamente lassativo (molto dipendente dalla sensibilità individuale), tale effetto è inversamente proporzionale al livello di maturazione del frutto. Più il frutto è sodo ed acidulo (bassa maturità) e più si avrà l'effetto lassativo.
I felini, in special modo i gatti, sono attratti da questa pianta, questo può produrre problemi alla pianta stessa, dato che il gatto graffia e rosicchia il fusto. Nelle piante giovani i fusti possono essere protetti da una rete. A pianta adulta il tronco ed i rami sono talmente robusti e coriacei da non soffrire eccessivamente per le attenzioni del gatto.

## Produzione
Il leader mondiale della produzione di Actinidia (comprendendo anche le specie secondarie) è la Cina, a cui seguono a distanza la Nuova Zelanda, l'Italia, la Grecia e l'Iran.
| Nazione                                        | Produzione (tonnellate) |
| ---------------------------------------------- | ----------------------- |
| Cina                                           | 2 380 304               |
| Nuova Zelanda                                  | 603 522                 |
| Italia                                         | 523 120                 |
| Grecia                                         | 320 270                 |
| Iran                                           | 294 571                 |
| Cile                                           | 114 533                 |
| Turchia                                        | 100 772                 |
| Portogallo                                     | 52 920                  |
| Francia                                        | 47 120                  |
| Stati Uniti                                    | 33 110                  |
| Spagna                                         | 27 380                  |
| Giappone                                       | 19 746                  |
| Totale mondiale                                | 4 539 471               |
| Fonte: Food and Agriculture Organization (FAO) |                         |

Importanti centri di coltivazione dei kiwi in Italia sono Borgo d'Ale (VC), la Provincia di Latina (in particolare il comune di Cisterna di Latina) e la Provincia di Cuneo. Il Kiwi Latina (prodotto in 24 comuni delle province di Latina e di Roma) è iscritto nell'Albo delle denominazioni di origine della UE come prodotto IGP.

### Ananas kiwi
È stato introdotto una varietà di kiwi con aroma tipo ananas, chiamato kiwi giallo var. Soreli (AC1536). Il risultato è un frutto meno acido e più acquoso dell'originale, con polpa gialla e buccia più spessa. Il sapore ricorda vagamente quello della varietà Hayward, mentre il sapore di ananas è più marcato.